# 綿矢莉莎
綿矢莉莎（日语：／ Wataya Risa，1984年2月1日—），本名山田梨沙（日语：／ Yamada Risa），日本小說家，畢業於早稻田大学教育學部國語國文學科。

## 人物
- 筆名由來是依姓名學參考高中同學姓氏、本名。

- 出生於京都府京都市左京區，自幼就喜歡閱讀，包括江戶川亂步、那須正幹的作品與《愛麗絲夢遊仙境》[2]。中學時接觸了瑪格麗特·米契爾的代表作《飄》與田邊聖子的《言い寄る》[3]。
- 在17歲高中就讀時，憑著小說《Install未成年載入》奪得第三十八屆文藝賞，19歲就讀大學一年級時，以《欠踹的背影》一書榮獲第一百三十屆芥川龍之介獎，成為該兩樣獎項最年輕的得獎作家。

## 作品
- 《Install未成年載入》（インストール），河出書房新社，2001年11月出版，ISBN 4-309-01437-2 / 尖端出版，2005年3月出版，ISBN 957-1025771
- 《欠踹的背影》（蹴りたい背中），河出書房新社，2003年8月26日出版，ISBN 4-309-01570-0 / 尖端出版，2004年12月出版，ISBN 957-8035128
- 《給夢的女孩》（夢を与える），河出書房新社，2007年2月8日出版，ISBN 978-4309018041 / 平裝本出版社，2008年8月25日出版，ISBN 978-9578037076
- 《這樣不是太可憐了嗎？》（かわいそうだね？）
- 《手寫信》（ひらいて），新潮社，2012年出版，ISBN 978-4103326212 / 平裝本出版社，2014年8月出版，ISBN 978-9578039209
- 《掌心里的京都》（手のひらの京），新潮社，2016年出版，ISBN	978-4-10-332623-6 / 九州出版社，2022年出版，ISBN 978-7-5225-1107-8

## 參註
1. ↑  台版作品的譯名。中國大陸版初採「绵矢丽莎」，後與台版統一。
2. ↑  以上
3. ↑  [.   [2012-02-01]. （原始内容存档于2021-02-27）. ]

## 外部連結
- （日語） -